# Килмакдуа
Килмакдуа (англ. Kilmacduagh; ирл. Cill Mhic Dhuach) — деревня в Ирландии, находится в графстве Голуэй (провинция Коннахт).